# Christian Muus
Christian Muus (født 26. oktober 1656 i Kristiania, død 10. december 1717) var en dansk biskop, i Ribe og Odense. 
Muus blev student fra Kristiania Skole 1675. Kandidat i teologi fra Københavns Universitet 1677 og fik magistergraden samme år. Han påbegyndte en udenlandsrejse 1679, men blev fra Hamborg kaldt tilbage og beskikket til præst i Kristiania Stift i forskellige sogne; blev senere herredsprovst og 1694 stiftsprovst i Kristiania. Her fra forflyttedes han 1701 til biskop i Ribe. Det varede ikke længe, før hans optræden skaffede ham mange fjender; man klagede over hans hovmod og pengegriskhed, i det han ville berige sig på præsternes bekostning. En kommission blev også nedsat (1711) til at undersøge forholdene. 
Hvad denne nåede frem til vides ikke, men til stor overraskelse opnåede han året efter forflyttelse til Odense bispestol og levede derefter på Fyn i kiv og strid og stadige processer ligesom tidligere i Jylland. Kongen skal personlig på gennemrejse i Nyborg have givet ham hård, men vel fortjent tiltale for hans sørgelige vandel; men meget hjalp det ikke. Ny undersøgelseskommission blev nedsat 1717, og kort efter skulle jubelfesten for reformationen fejres. Muus prædikede ved denne lejlighed i Sankt Knuds Kirke, men talen gik helt i stykker. Dette nedbrød hans helbred i den grad – mulig i forbindelse med de krænkelser, hans processer havde tilføjet ham -, at han en måned efter døde på visitats i Svendborg. 
Er Muus af samtid og eftertid blevet hårdt bedømt, har det næppe været uden årsag. Man fortæller også om ham – ligesom om biskop Deichmann -, at han skal have været slem til at «låne» bøger, som han fik lyst til i præstegårdene. Da han således en gang efter sædvane ville se en præsts bibliotek, svarede denne, at han havde pakket sine bøger ned i tønder, da han ikke kunne have dem i fred for mus. Han havde ord for at være en duelig rimsmed. Han skrev sine ansøgninger og taksigelser på vers.